# 林濁水
林濁水（1947年3月25日—），本名林宗耀，臺灣作家、中華民國政治人物、政治評論員，南投埔里人，筆名林濁水、林大海、潘赤山等，後改名林濁水，政大東方語文系學士，台灣戒嚴時期黨外運動人士、民主進步黨新潮流系大老，與邱義仁、吳乃仁、洪奇昌並稱為「新潮流系四大天王」，有「台獨理論大師」之稱。

## 從政經歷
林濁水畢業於國立新竹高級中學、國立政治大學東方語文學系主修阿拉伯文。大學畢業後，考任中學教師。後投入黨外運動，並且曾經為文點出當時《中央日報》散發的〈南海血書〉為虛構。與林正杰、林世煜被譽為「黨外三林」。林濁水曾經歷任《八十年代》、《亞洲人》、《暖流》、《進步》、《深耕》等黨外雜誌的編輯。
- 1983年，出任黨外編輯作家聯誼會（黨外編聯會）的會長，該會就是民主進步黨派系新潮流系的前身。
- 1985年，在《先鋒時代週刊》撰寫自決與台灣前途－戰後國際社會對台灣自決的態度與做法一文，提出台灣前途由人民自決。[2]
- 1986年，參與創立民主進步黨
- 1989年，林濁水出任《新潮流雜誌》（The Movement）總編輯，與邱義仁、吳乃仁、洪奇昌並稱為新潮流的四大天王。
- 1990年，林濁水出任「新國會聯合研究室」主任。1991年，提出民進黨的台獨黨綱，同年於台北市參選第二屆國大代表，但是落選；次年於台北市當選第二屆立法委員，並且於1995年與1998年連任；2001年與2004年，都獲選為民進黨的不分區立法委員。於2002年擔任民進黨中央政策會執行長，但由於反對立委減半意見未被民進黨中央採納，於2004年總統大選後辭去執行長職務。林濁水的問政品質及專業素養，也被不少社運團體肯定。
- 2006年11月13日，因同黨總統陳水扁陷貪腐疑雲，林濁水與民進黨立委李文忠向人民表達歉意同時宣佈辭去立委一職[3]，其不分區立委席次由同黨的許德祥遞補 （页面存档备份，存于）。2007年，林濁水被列為「十一寇」之一。
- 2007年7月27日，林濁水、吳祥輝、蔣友柏、陳長文等人合作擔任第三社會黨「第三社會維和部隊戰鬥營」第一日講師[4]。
- 2012年，林濁水代表民進黨參選新北市新莊選區立委，落選。

## 主張

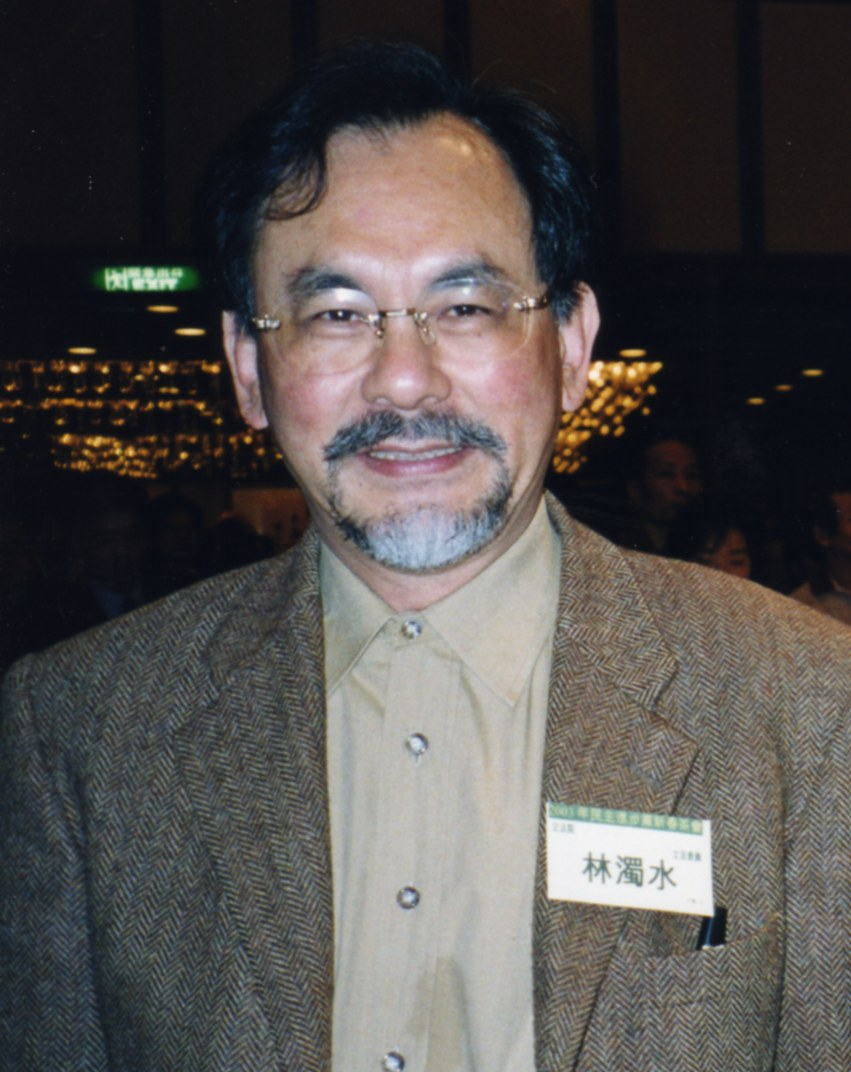
攝於2003年

林濁水是政治人物，同時也是評論員，目前專心研究於兩岸關係與台灣的國際戰略，其論點散見於各大報。林濁水也著有《瓦解的帝國》（ISBN 9579512264）、《國家的構圖》、《穿越巨變》等著作。雖然被冠上「台獨理論大師」之稱號，但自陳水扁政府時期以來，林濁水自稱是「穩健台獨」、「溫和台獨」，以此與「冒進台獨」、「激進台獨」等台灣民族主義區隔；近年來，其立場強調應在中華民國稱號下強化國家認同。
由於林濁水在民進黨的資深地位，使其得以在2000年以後成為民進黨籍總統陳水扁在黨內的最嚴厲的批評者之一。林濁水多次公開認為：陳水扁總統任內的領導風格，有權力過於集中的問題；其外交表現反覆，烽火外交使原本有利於台灣的美台關係結構受到衝擊，損耗美國對台灣的信任。民進黨執政時所進行的憲政改革中，對於立法委員席次減半（國會減半），林濁水始終表達反對立場；林濁水認為，此種改革純屬討好民粹，既不符合憲政學理，也會扭曲民意。林濁水要求黨內，如果非要通過國會減半，至少要一道通過國會單一選區兩票制改革，以減少傷害。國會席次減半及單一選區兩票制修憲條文在2005年修憲時獲得通過。
國會減半修憲通過後，林濁水便致力於第八次修憲，他對第八次修憲主張為：
1. 中央政府體制改為議會內閣制
2. 立法委員選舉制度改為單一選區兩票聯立制（德國式）
3. 降低修憲門檻

林濁水認為，立委選舉採用聯立制，可以讓立院政黨比例接近實際得票率，避免扭曲民意。
2012年2月24日，林濁水說，民進黨的許多主要領袖常在不求甚解，採取拿來主義在不同路線中前後搖擺；至於中央黨部、立法委員、縣長、市長之間各行其是、甚至唱反調的，就更不用說了；「長期下來，使得國內外尤其是國際的信賴感根本建立不起來」。
2013年7月25日，林濁水在民進黨「中國事務委員會對中政策擴大會議」（華山會議）說，「任何想取代九二共識的主張都是不切實際」，民進黨的主場在主權，國民黨的主場在和平，這兩個主場不可能全拿，他不同意民進黨天王謝長廷用憲法各表取代九二共識的看法，「那是違背上帝的意旨」；民進黨只有守住主權，但也不要衝過頭，而要在和平部分少失分，「想在和平搶到分、甚至要贏，是不可能的」。
2016年7月19日，林濁水說，本月17日民進黨全國黨員代表大會，三立電視董事長林崑海支持高雄市議員林瑩蓉的「海派」奪下一席中常委，媒體大亨介入黨內很糟糕；民進黨過去喊著黨政軍退出媒體，也曾批評蔡同榮參與經營民間全民電視公司，當年怎麼批評，今天也應該要用同一套標準。同日，民進黨發言人黃適卓回應，中常委當選人沒有經營或主持任何媒體，沒有違反黨政軍退出媒體相關事項。
2016年12月11日，林濁水在facebook發文批評，民進黨立法院黨團總召集人柯建銘是「國會改革絆腳石」，柯建銘在一例一休爭議與同性婚姻合法化爭議「領軍演『一分瑩』、『（同性婚姻）立專法』，讓民進黨、總統、立委的民眾滿意度一路崩跌」；罷免制度是封建時代遺留的落伍制度，西方國家留下來的罷免制度少之又少；一旦降低罷免門檻，政界動輒發動罷免案，罷免烽火不斷，不只勞民傷財，社會一直被政治對立動員，大家火氣大、一年到頭不退燒，非常不健康。有網友在該文留言質疑，民進黨有誰比柯建銘「有總召能力」；林濁水回應，「最有能力？比誰最能讓民進黨立委的民眾滿意度崩盤的能力嗎？」
2017年1月1日，林濁水在《東網》的專欄指出，最近台灣智庫委託趨勢民調做的民調顯示：20到29歲民眾的政黨傾向，時代力量24.3%居冠，國民黨19.8%，民進黨16.9%墊底；大學以上教育程度民眾的政黨傾向，時代力量23.8%居冠，國民黨22.6%，民進黨22%墊底；依此民調，年輕人的政治認同，時代力量加民進黨總共41.2%，國民黨加親民黨加新黨總共25.6%，「很明顯的，基本盤綠營仍然遠大於藍營；因此，年輕人並不是捨綠就藍，而是捨大綠就小綠」。林濁水批評，蔡英文政府改革步調遲緩、價值模糊、決策猶豫、不顧民主程序，在同性婚姻合法化、一例一休、日本核災食品進口問題等爭議完全一樣。林濁水說，年輕人曾是2014年九合一選舉與2016年總統選舉民進黨大勝的關鍵，如今年輕人對民進黨的認同度落到時代力量甚至國民黨之後，民進黨反而「連症狀在什麼地方好像都摸不清楚，更不用說對症下藥了」。
2017年1月26日，林濁水在《美麗島電子報》發文指出，蔡英文政府欲以總統府中的共識決取代立法院中的多數決，不找專業立委在立法院各委員會進行政策辯論、向民眾溝通，這是在用「台灣獨創的本土方式」取代正常民主國會的議事及決議功能，使得政策處理過程犯錯累累。

## 評價與軼事
- 《中國時報》：「隨著黨外變成民進黨、再成為執政黨，林濁水有變也有不變。變的是，從打天下到治天下，他對政治體制愈加重視；作為民進黨『台獨黨綱』的起草者，他曾主張應由公民投票來決定是否制憲；但在台灣民主化後作為國會立委，他也了解公民投票的侷限，並必須與國會運作並行，而不是取代國會。當然，不變的是，林濁水是永遠的浪漫派，對自己與別人都永遠真誠；從政三十多年來，從未因與權力妥協，改變自己的主張。」（《中國時報》2006年11月14日A3版）

- 林濁水對陳水扁的直率諫言，在其所屬政黨同僚與支持者中，則有兩極評價。不支持林濁水的意見傾向認為：民進黨在國會屬於少數，施政原本困難，不分區立法委員特別應當捍衛行政部門；在陳水扁陷入國務機要費等案件時，應優先考慮執政權之安定，批判時應該明確與泛藍撇清關係。而林濁水所屬的新潮流系也遭遇頗多類似而且更強烈的黨內批評。

- 林濁水對待馬英九的態度寬和，完全迥異於批判陳水扁般的嚴厲，是他被黨內批判的主因，並稱「馬英九是好人」，但林濁水批評馬英九的政策錯得離譜。

- 林濁水無視新潮流是陳水扁政府主幹及主要決策者的事實。

- 林濁水對於兩岸經貿及三通較為開放的立場遭到戒急用忍派的批評，但他對泛藍經濟及兩岸政策的批評與戒急用忍派相近。

- 林濁水指出，共產黨對台灣的作法是三通中有利台灣的政策就不開放、不利台灣的政策就開放之、堅持一中原則對台灣不利就堅持、反之則無視一中原則。

- 林濁水認為陳水扁及民進黨的經濟政策及實際政績都比起國民黨──從兩蔣到李登輝到馬英九時代都算──好太多了，只是民進黨對自己的經濟政策沒有信心。[11][12]

- 林濁水與戒急用忍派都認同西進會造成台灣薪資下滑、失業率上升，也認為這是泛藍的盲點；但林濁水認為戒急用忍解決不了問題。

- 林濁水的觀點與民進黨高層並沒有過大差異，但是發言被視為「砲口對內」、做為被視為「內鬥內行、外鬥外行」，被親綠電台列為「十一寇」之一。

- 林濁水支持的政府體制較為偏向內閣制、同時不廢除總統直選；但大多數政治人物與學者認為，沒有施行過內閣制的國家、民選的總統，擁有民意基礎，是不可能成為虛位元首，因此反對林濁水的憲改主張。

- 針對前總統馬英九申請赴香港演講一案，林濁水表示:「沒有必要對前總統這樣防範」，他說如果要駁回，只要說礙於有法律明定，難有空間，「豈不是更得體？」

- 評論國民黨「大罷免等於罷免韓國瑜等於柯建銘當院長」，遭當事人爆料一直掩護中國。 （页面存档备份，存于）

## 政治評論
- 有人民的信賴，才能得到選票。執政黨如果無法得到信賴，是應思考能否再領導下去的時候了。[13]
- 陳（水扁）總統說，他當初請蕭萬長擔任2004年大選經濟政策顧問小組召集人，是「請鬼開藥單」；語氣雖然刻薄，但內容總是不錯的[14]。
- 不論民進黨或國民黨，如真要拼經濟，恐怕最該做的是從國民黨編織的神話中覺醒，好好地檢討[15]。
- 人民愈痛苦，扁愈被佔人口多數的輸者圈支持。把扁當「反西進」的救星，其實是很奇怪的。因為直到2005前扁是西進派的，他一上台，就宣佈四不一沒有、開放小三通、修正兩岸人民關係條例、縮小大陸人民來台限制、放鬆對中國大陸各項投資限制、2004年底正式通過「積極開放」計劃…。但他的計劃既受阻於中國大陸的肘制，又被國民黨不分青紅皂白地批為「鎖國」，從而在民間形成反三通的刻板印象，終於被M型社會的輸家當成經濟民族主義的救星[16]。
- 馬政府會出問題，根本不是政策太好、宣傳太差；相反的，是政策大有問題，偏偏宣傳太好了。[17]
- 台灣對中國大陸出口是台商在中國大陸設廠向台灣買機器設備、半成品、上游原料所帶動的，在中國大陸組裝後，留下來在中國大陸賣的不到兩成，其餘七成以上賣到歐美日，所以台灣對中國大陸的出超基本上是由歐美市場帶動，而不是中國大陸市場帶動。………由於美國經濟才是台灣出口和經濟成長的主要引擎，美國一熄火，台灣對中國大陸的出口一定首當其衝。[18]
- 長期以來，社會強烈批評：司法是有錢或有權判生，無錢無權判死。但還有一種同樣嚴重傷害到司法公平，甚至造成冤獄的，那就是「有怨判死」。[19]
- 假使台灣兩大黨都只聽得見自己愛聽的聲音，那將是台灣的不幸；但現在看來是這樣。[20]
- 李登輝擁有哲學家的深沉開闊，卻不忘左翼學人的憧憬想像，更懷抱著對民主的堅貞信念，承擔民族的宏遠悲願；並擁有善長於縱橫捭闔的梟雄本事，來成就過人的功業，「多少年來，台灣就這麼一人。」[21]
- 民進黨除了台灣意識與台獨以外，中心思想是搖擺的，純靠台灣意識和國內外大環境獨利民進黨、不利國民黨而取勝，這不是正常國家、正常政黨[22]。

## 執筆專欄
- 台灣《蘋果日報》非典型論述
- 台灣《今周刊》林濁水專欄

## 著作
- 林濁水等著，《瓦解的華夏帝國》（台北：台灣出版社，1985）
- 林濁水編，《賤民？福爾摩沙人的悲歌》（台北：鄭南榕發行，出版年不詳）原名《瓦解的華夏帝國》
- 《掙扎的社會與文化-林濁水文集1》（台北：前衛，1991）
- 《國家的構圖-林濁水文集2》（台北：前衛，1991）
- 《瓦解的帝國-林濁水文集3》（台北：前衛，1991）
- 《統治神話的終結-林濁水文集4》（台北：前衛，1991）
- 《路是這樣走出來的-林濁水文集5》（台北：前衛，1991）
- 《文化‧種族‧世界與國家-林濁水文集6》（台北：前衛，1992）
- 《站在歷史的轉捩點上-林濁水文集7》（台北：前衛，1995）
- 《測量台灣新座標》（台北：前衛，1998）
- 《共同體：世界圖像下的台灣》（台北：左岸文化，2006）
- 《歷史劇場：痛苦執政八年》（台北：印刻，2009）

## 外部連結
- 林濁水‧非典型論述 @ 蘋果日報 （页面存档备份，存于）
- 林濁水 @ 美麗島電子報 （页面存档备份，存于）
- 林濁水‧華山論劍 @ 想想論壇 （页面存档备份，存于）
- 林濁水專欄 @ 東網
- 林濁水觀點 @ 自由評論網 （页面存档备份，存于）